# Estación Palmira
Estación Palmira är en ort i Mexiko.   Den ligger i kommunen Ojocaliente och delstaten Zacatecas, i den centrala delen av landet, 500 km nordväst om huvudstaden Mexico City. Estación Palmira ligger 2 244 meter över havet och antalet invånare är 260.
Terrängen runt Estación Palmira är kuperad österut, men västerut är den platt. Runt Estación Palmira är det ganska tätbefolkat, med 58 invånare per kvadratkilometer. Närmaste större samhälle är Guadalupe, 19,2 km nordväst om Estación Palmira. Omgivningarna runt Estación Palmira är i huvudsak ett öppet busklandskap.